# Lawe Hijo Ampera
Lawe Hijo Ampera is een bestuurslaag in het regentschap Aceh Tenggara van de provincie Atjeh, Indonesië. Lawe Hijo Ampera telt 167 inwoners (volkstelling 2010).